# Bataille de Halidon Hill
Ne doit pas être confondu avec la bataille de Homildon Hill.
Deuxième guerre d'indépendance de l'Écosse
Batailles
Au cours des guerres d'indépendance de l'Écosse, la couronne d'Écosse est disputée entre Édouard Balliol, allié des Anglais, et David II d'Écosse. Édouard Balliol ayant dû fuir l'Écosse, le jeune roi Édouard III d'Angleterre intervient et défait les Écossais à Halidon Hill le 19 juillet 1333 à proximité de la ville de Berwick-upon-Tweed.

## Le siège de Berwick
Au début du XIVe siècle, Berwick est un port marchand qui prospère grâce aux échanges entre l'Angleterre, l'Écosse et la mer du Nord. La ville contrôle stratégiquement la route côtière vers Édimbourg. Le tissage de la laine est devenu une industrie importante et l’arrière-pays possède de riches zones agricoles (la vallée formée par la rivière Tweed, surnommée « The Mesh » en est le plus bel exemple) où l’on cultive aussi bien du blé que de l’orge, tous deux servant à la machine de guerre écossaise.
Le siège appliqué à Berwick en 1333 utilise une grande variété d’engins de siège et peut-être même quelques canons portatifs primitifs qui commencent à faire leur apparition à cette époque. Vers le milieu du mois de mai, Berwick tient toujours bon et Édouard III décide d’envoyer son armée piller l’arrière-pays de Berwick. Une tentative d’attaque par voie maritime échoue et a pour conséquence de couper la ville de la mer. Une trêve conclue entre Édouard III et le gouverneur du château conduit à un échange d’otages, parmi lesquels le fils aîné et le fils cadet du gouverneur. Ils sont finalement pendus par Édouard III lorsque le gouverneur refuse de se rendre.
Vers la mi-juillet, la nourriture commence à manquer et le gouverneur de Berwick promet de cesser toute résistance le 20 juillet à moins que « Le Grim », l’armée de Sir Archibald Douglas, ne parvienne à briser le siège d’ici là.
Douglas, de son côté, souhaite dans un premier temps combattre l’armée anglaise mais il change de tactique et décide de dévaster le Northumberland en territoire anglais. Il va même jusqu'à menacer le château de Bamburgh où la reine Philippa séjourne mais Édouard III sait pertinemment que Bamburgh n’a rien à craindre de l’armée écossaise, composée essentiellement d’infanterie et ne disposant de presque aucune machine de siège. Se rendant compte qu’Édouard III ne tomberait pas dans le leurre et ne viendrait jamais à la rescousse de Bamburgh, Douglas fait faire demi-tour à ses 13 000 hommes afin de tenter de libérer Berwick. Malheureusement pour lui, Édouard a stratégiquement placé le gros de son armée sur les hauteurs de Halidon Hill tout en laissant un contingent continuer d’assiéger la cité affamée.

## La bataille
Édouard III, à l'âge de 20 ans et huit mois, menait sa première grande bataille sur la colline d'Halidon. Il dirigeait alors trois bataillons à pied totalisant 10 000 hommes. Des archers encadraient chacun de ces bataillons. Celui de gauche était mené par Édouard Balliol, celui de droite par le comte de Norfolk et celui au centre par Édouard III.
Les archers anglais, en hauteur, tiraient des pluies de flèches sur les 14 700 hommes de l'armée écossaise. Les archers faisaient des ravages dans les rangs écossais qui parvenaient difficilement à s’extirper du sol marécageux au pied de la colline.
Les piquiers écossais ne firent pas le poids face aux archers anglais qui étaient d’une rapidité stupéfiante. Les Écossais qui parvinrent à éviter les flèches virent alors venir à eux les chevaliers anglais qui les chargèrent à l’épée, à la masse et à la lance ne leur laissant pas la moindre chance.

## Conséquences
Plus de 4 000 Écossais dont le régent et cinq comtes périrent sur les flancs de Halidon Hill dont :
- Archibald Douglas, gardien de l'Écosse en 1333.
- John de Mouln Campbell, comte d'Atholl.
- Kenneth, 4e comte de Sutherland.
- Hughes, 4e comte de Ross.
- Malcolm II, 5e comte de Lennox.
- Alexandre Bruce, comte de Carrick
- William Douglas, seigneur de Douglas
- Adam Gordon, du comté du Berwick
- Alain Stuart de Dreghorn (en)
- James Stuart
- John Stuart
- Simon Fraser.

Périrent en outre 70 barons, 500 chevaliers et de nombreux piquiers. Les Anglais quant à eux ne perdirent que quatorze soldats. Les archers du sud du pays de Galles ont donc, à nouveau, décimé les Écossais comme ce fut le cas du temps d’Édouard Ier d'Angleterre et comme ce sera le cas, contre les Français, lors de la future bataille de Crécy et même, encore plus tard, lors de la bataille d'Azincourt.